# Тібеньш
Тібе́ньш (кат. Tivenys, вимова літературною каталанською [tiβéɲʃ]) - муніципалітет, розташований в Автономній області Каталонія, в Іспанії. Код муніципалітету за номенклатурою Інституту статистики Каталонії - 431495. Знаходиться у районі (кумарці) Баш-Ебра (коди району - 09 та BB) провінції Таррагона, згідно з новою адміністративною реформою перебуватиме у складі Ебрської баґарії (округи). 

## Назва муніципалітету
Назва муніципалітету походить від середньовічного Tivenig, значення невідоме.

## Населення
Населення міста (у 2007 р.) становить 926 осіб (з них менше 14 років - 11,2%, від 15 до 64 - 58,9%, понад 65 років - 29,9%). У 2006 р. народжуваність склала 7 осіб, смертність - 8 осіб, зареєстровано 2 шлюби. У 2001 р. активне населення становило 370 осіб, з них безробітних - 27 осіб.

Серед осіб, які проживали на території міста у 2001 р., 835 народилися в Каталонії (з них 782 особи у тому самому районі, або кумарці), 38 осіб приїхало з інших областей Іспанії, а 25 осіб приїхало з-за кордону. 

Вищу освіту має 3,8% усього населення. 

У 2001 р. нараховувалося 327 домогосподарств (з них 21,4% складалися з однієї особи, 31,2% з двох осіб,17,4% з 3 осіб, 17,1% з 4 осіб, 8,3% з 5 осіб, 3,4% з 6 осіб, 1,2% з 7 осіб, 0% з 8 осіб і 0% з 9 і більше осіб).

Активне населення міста у 2001 р. працювало у таких сферах діяльності : у сільському господарстві - 32,7%, у промисловості - 18,1%, на будівництві - 5,8% і у сфері обслуговування - 43,4%. 

 У муніципалітеті або у власному районі (кумарці) працює 229 осіб, поза районом - 133 особи.

### Безробіття
У 2007 р. нараховувалося 15 безробітних (у 2006 р. - 18 безробітних), з них чоловіки становили 53,3%, а жінки - 46,7%.

## Економіка

### Підприємства міста

#### Промислові підприємства
| \| Промислові підприємства міста, за сферою діяльності \| Промислові підприємства міста, за сферою діяльності \| Промислові підприємства міста, за сферою діяльності \| \| Рік \| 2002 р. \| 2001 р. \| \| --------------------------------------------------- \| --------------------------------------------------- \| --------------------------------------------------- \| \| Енергетичні та водні ресурси \| 25% \| 0% \| \| Хімія та метали \| 25% \| 25% \| \| Переробка металів \| 0% \| 25% \| \| Продукти харчування \| 25% \| 25% \| \| Текстиль \| 25% \| 25% \| \| Виробництво меблів, видання \| 0% \| 0% \| \| Інше \| 0% \| 0% \| \| Усього підприємств \| 4 \| 4 \| |         |         |
| Промислові підприємства міста, за сферою діяльності |         |         |
| Рік | 2002 р. | 2001 р. |
| Енергетичні та водні ресурси | 25%     | 0%      |
| Хімія та метали | 25%     | 25%     |
| Переробка металів | 0%      | 25%     |
| Продукти харчування | 25%     | 25%     |
| Текстиль | 25%     | 25%     |
| Виробництво меблів, видання | 0%      | 0%      |
| Інше | 0%      | 0%      |
| Усього підприємств | 4       | 4       |

#### Роздрібна торгівля
| \| Підприємства роздрібної торгівлі міста, за сферою діяльності \| Підприємства роздрібної торгівлі міста, за сферою діяльності \| Підприємства роздрібної торгівлі міста, за сферою діяльності \| \| Рік \| 2002 р. \| 2001 р. \| \| ------------------------------------------------------------ \| ------------------------------------------------------------ \| ------------------------------------------------------------ \| \| Продукти харчування \| 52,6% \| 50% \| \| Одяг та взуття \| 5,3% \| 6,2% \| \| Товари для дому \| 0% \| 0% \| \| Книги та періодичні видання \| 0% \| 0% \| \| Промислова хімічна продукція \| 21,1% \| 18,8% \| \| Продукція, пов'язана з транспортними засобами \| 0% \| 0% \| \| Інше \| 21,1% \| 25% \| \| Усього підприємств \| 19 \| 16 \| |         |         |
| Підприємства роздрібної торгівлі міста, за сферою діяльності |         |         |
| Рік | 2002 р. | 2001 р. |
| Продукти харчування | 52,6%   | 50%     |
| Одяг та взуття | 5,3%    | 6,2%    |
| Товари для дому | 0%      | 0%      |
| Книги та періодичні видання | 0%      | 0%      |
| Промислова хімічна продукція | 21,1%   | 18,8%   |
| Продукція, пов'язана з транспортними засобами | 0%      | 0%      |
| Інше | 21,1%   | 25%     |
| Усього підприємств | 19      | 16      |

#### Сфера послуг
| \| Підприємства міста, що працюють у сфері послуг, за діяльністю \| Підприємства міста, що працюють у сфері послуг, за діяльністю \| Підприємства міста, що працюють у сфері послуг, за діяльністю \| \| Рік \| 2002 р. \| 2001 р. \| \| ------------------------------------------------------------- \| ------------------------------------------------------------- \| ------------------------------------------------------------- \| \| Гуртова торгівля \| 4,5% \| 9,1% \| \| Готелі та готельний бізнес \| 27,3% \| 27,3% \| \| Транспорт та зв'язок \| 36,4% \| 27,3% \| \| Посередницькі фінансові послуги \| 4,5% \| 4,5% \| \| Послуги підприємствам \| 0% \| 0% \| \| Послуги фізичним особам \| 27,3% \| 31,8% \| \| Нерухомість та ін. \| 0% \| 0% \| \| Усього підприємств \| 22 \| 22 \| |         |         |
| Підприємства міста, що працюють у сфері послуг, за діяльністю |         |         |
| Рік | 2002 р. | 2001 р. |
| Гуртова торгівля | 4,5%    | 9,1%    |
| Готелі та готельний бізнес | 27,3%   | 27,3%   |
| Транспорт та зв'язок | 36,4%   | 27,3%   |
| Посередницькі фінансові послуги | 4,5%    | 4,5%    |
| Послуги підприємствам | 0%      | 0%      |
| Послуги фізичним особам | 27,3%   | 31,8%   |
| Нерухомість та ін. | 0%      | 0%      |
| Усього підприємств | 22      | 22      |

## Житловий фонд
У 2001 р. 4% усіх родин (домогосподарств) мали житло метражем до 59 м2, 42,2% - від 60 до 89 м2, 34,9% - від 90 до 119 м2 і
19% - понад 120 м2.

З усіх будівель у 2001 р. 14,5% було одноповерховими, 66,5% - двоповерховими, 18,2
% - триповерховими, 0,6% - чотириповерховими, 0,2% - п'ятиповерховими, 0% - шестиповерховими,
0% - семиповерховими, 0% - з вісьмома та більше поверхами.

## Автопарк
| \| Автомобілі, зареєстровані у місті, за призначенням \| Автомобілі, зареєстровані у місті, за призначенням \| Автомобілі, зареєстровані у місті, за призначенням \| \| Рік \| 2006 р. \| 2005 р. \| \| -------------------------------------------------- \| -------------------------------------------------- \| -------------------------------------------------- \| \| Приватні автомобілі \| 49,4% \| 49,6% \| \| Мотоцикли \| 10,9% \| 11% \| \| Вантажівки \| 34,4% \| 33,8% \| \| Трактори \| 0,7% \| 0,7% \| \| Автобуси та ін. \| 4,7% \| 4,8% \| \| Усього автомобілів \| 751 шт. \| 707 шт. \| |         |         |
| Автомобілі, зареєстровані у місті, за призначенням |         |         |
| Рік | 2006 р. | 2005 р. |
| Приватні автомобілі | 49,4%   | 49,6%   |
| Мотоцикли | 10,9%   | 11%     |
| Вантажівки | 34,4%   | 33,8%   |
| Трактори | 0,7%    | 0,7%    |
| Автобуси та ін. | 4,7%    | 4,8%    |
| Усього автомобілів | 751 шт. | 707 шт. |

## Вживання каталанської мови
У 2001 р. каталанську мову у місті розуміли 98,2% усього населення (у 1996 р. - 100%), вміли говорити нею 89,8% (у 1996 р. - 
97,6%), вміли читати 83,8% (у 1996 р. - 74,3%), вміли писати 43,8
% (у 1996 р. - 27,3%). Не розуміли каталанської мови 1,8%.

## Політичні уподобання
У виборах до Парламенту Каталонії у 2006 р. взяло участь 534 особи (у 2003 р. - 600 осіб). Голоси за політичні сили розподілилися таким чином:
| \| Вибори до Парламенту Каталонії \| Вибори до Парламенту Каталонії \| Вибори до Парламенту Каталонії \| \| Рік \| 2006 р. \| 2003 р. \| \| -------------------------------------- \| ------------------------------ \| ------------------------------ \| \| Конвергенція та Єднання (CiU) \| 34,3% \| 38,5% \| \| Соціалістична партія Каталонії (PSC) \| 41,6% \| 39,3% \| \| Народна партія (PP) \| 4,7% \| 4,2% \| \| Ініціатива за Каталонію — Зелені (ICV) \| 3% \| 3,2% \| \| Республіканська лівиця Каталонії (ERC) \| 15,2% \| 14,5% \| \| Громадяни — Громадянська партія (C's) \| 0% \| 0% \| \| Інші \| 1,3% \| 0,3% \| |         |         |
| Вибори до Парламенту Каталонії |         |         |
| Рік | 2006 р. | 2003 р. |
| Конвергенція та Єднання (CiU) | 34,3%   | 38,5%   |
| Соціалістична партія Каталонії (PSC) | 41,6%   | 39,3%   |
| Народна партія (PP) | 4,7%    | 4,2%    |
| Ініціатива за Каталонію — Зелені (ICV) | 3%      | 3,2%    |
| Республіканська лівиця Каталонії (ERC) | 15,2%   | 14,5%   |
| Громадяни — Громадянська партія (C's) | 0%      | 0%      |
| Інші | 1,3%    | 0,3%    |

У муніципальних виборах у 2007 р. взяло участь 668 осіб (у 2003 р. - 680 осіб). Голоси за політичні сили розподілилися таким чином:
| \| Муніципальні вибори \| Муніципальні вибори \| Муніципальні вибори \| \| Рік \| 2007 р. \| 2003 р. \| \| -------------------------------------- \| ------------------- \| ------------------- \| \| Конвергенція та Єднання (CiU) \| 27,4% \| 42,5% \| \| Соціалістична партія Каталонії (PSC) \| 65,1% \| 46,2% \| \| Народна партія (PP) \| 0% \| 0% \| \| Ініціатива за Каталонію — Зелені (ICV) \| 0% \| 0% \| \| Республіканська лівиця Каталонії (ERC) \| 7,5% \| 11,3% \| \| Громадяни — Громадянська партія (C's) \| 0% \| 0% \| \| Інші \| 0% \| 0% \| |         |         |
| Муніципальні вибори |         |         |
| Рік | 2007 р. | 2003 р. |
| Конвергенція та Єднання (CiU) | 27,4%   | 42,5%   |
| Соціалістична партія Каталонії (PSC) | 65,1%   | 46,2%   |
| Народна партія (PP) | 0%      | 0%      |
| Ініціатива за Каталонію — Зелені (ICV) | 0%      | 0%      |
| Республіканська лівиця Каталонії (ERC) | 7,5%    | 11,3%   |
| Громадяни — Громадянська партія (C's) | 0%      | 0%      |
| Інші | 0%      | 0%      |